# Hypo-Arena
Hypo-Arena (tidligere kendt som Wörthersee Stadion) er et multifunktionelt stadion i Klagenfurt, Østrig. Stadionet blev benyttet under EM i fodbold 2008, og er til daglig hjemmebane for fodboldklubben Austria Kärnten. Det havde til EM en kapacitet på 32,000 siddende tilskuere. Kapaciteten er dog ved at blive nedsat til 22,000.
Stadionet blev bygget til brug for EM i 2008 da det oprindelige stadion fra 1960, Wörthersee Stadion, ikke mødte UEFAs standarder da det kun havde en kapacitet på 10,900 tilskuere. Byggelsen af Hypo-Arena blev iværksat i foråret 2006 og stadionet stod klart i september året efter og blev officielt indviet den 7. september 2007.  Til EM i 2008 blev stadionet anvendt til tre kampe i Gruppe B.
| Kampe på Hypo-Arena ved UEFA Euro 2008 | Kampe på Hypo-Arena ved UEFA Euro 2008 | Kampe på Hypo-Arena ved UEFA Euro 2008 | Kampe på Hypo-Arena ved UEFA Euro 2008 | Kampe på Hypo-Arena ved UEFA Euro 2008 |
| Dato                                   | Hold 1                                 | Resultat                               | Hold 2                                 | Turneringsstadie                       |
| -------------------------------------- | -------------------------------------- | -------------------------------------- | -------------------------------------- | -------------------------------------- |
| 8. juni 2008                           | Tyskland                               | 2 – 0                                  | Polen                                  | Gruppe B                               |
| 12. juni 2008                          | Kroatien                               | 2 – 1                                  | Tyskland                               | Gruppe B                               |
| 16. juni 2008                          | Polen                                  | 0 – 1                                  | Kroatien                               | Gruppe B                               |

## Eksterne links
- Wikimedia Commons har flere filer relateret til Hypo Group Arena

46°36′32″N 14°16′41″Ø / 46.60889°N 14.27806°Ø
| Idrætsanlæg | Spire Denne artikel om et idrætsanlæg er en spire som bør udbygges. Du er velkommen til at hjælpe Wikipedia ved at udvide den. |